# Dziura w niebie
Dziura w niebie – powieść inicjacyjna Tadeusza Konwickiego, opublikowana w 1959 roku w Warszawie. Książka otrzymała nagrodę Nowej Kultury. Oprócz powieści inicjacyjnej, utwór Konwickiego nawiązuje także do powieści młodzieżowej, romansu społecznego i powieści z życia wsi. 

## Streszczenie fabuły
Akcja utworu rozgrywa się w podwileńskiej wsi w 1938 roku. Wieś podzielona jest na dwie części – Górne Młyny (część zamożniejsza) i Dolne Młyny (część uboższa). Pomiędzy chłopcami pochodzącymi z tych części – "Góralami" i "Doliniarzami" – odbywa się walka o zamkniętą papiernię, tzw. "Puszkarnię". Główny bohater powieści, Polek Krywko jest uczniem ostatniej klasy szkoły podstawowej. Jego rodzice nie żyją, wychowywany jest przez dziadków. Polek wywodzi się z Dolnych Młynów, zakochuje się jednak w Wici Puciałłównie z Górnych Młynów. We wsi mówi się o przybyciu nieznajomych, którzy mają wszystko zmienić, Polek niecierpliwie oczekuje ich przybycia. Pojawia się jednak w końcu jeden tylko wędrowiec, który przybywa do wsi, aby popełnić samobójstwo. Przy jego ciele znajduje się rękopis, z którego wynika, że biografię nieznajomego wiele łączy z biografią Polka, że jest on pochodzącym z przyszłości sobowtórem głównego bohatera. Polek w poszukiwaniu innych obcych udaje się do Puszkarni, znajduje tam jednak tylko ogromną ilość książek; rozczarowany chłopiec popycha jeden z regałów z książkami, mebel przewraca się, chłopiec, próbując uniknąć przywalenia regałem, wpada do studni, w której następnego dnia znajdują go przyjaciele. Polek zostaje wywieziony do szpitala, powieść kończy jego ostatnie spojrzenie na opuszczaną krainę dzieciństwa.